# بيل فاغان
بيل فاغان (بالإنجليزية: Bill Fagan)‏ هو لاعب كرة قاعدة أمريكي، ولد في 15 فبراير 1869 في تروي في الولايات المتحدة، وتوفي بنفس المكان في 21 مارس 1930.

## وصلات خارجية
- بيل فاغان على موقعبيزبول رفرنس.كوم (الدوري الرئيسي) (الإنجليزية)